# Arblade-le-Bas
Arblade-le-Bas é uma comuna francesa na região administrativa da Occitânia, no departamento de Gers. Estende-se por uma área de 7.67 km², e possui 142 habitantes, segundo o censo de 2018, com uma densidade de 19 hab/km².